# Joe Boyd
Joe Boyd (* 5. srpna 1942 Boston, Massachusetts) je americký hudební producent, dlouhodobě žijící ve Spojeném království. Spolupracoval s mnoha umělci, mezi které patří Pink Floyd, Nick Drake, Fairport Convention, R.E.M., The Incredible String Band, Nico a mnoho dalších.